# Evgenija Ukolova
Evgenija Nikolaevna Ukolova (in russo Евгения Николаевна Уколова?; traslitterazione anglosassone Evgenia Ukolova; Mosca, 17 maggio 1989) è una giocatrice di beach volley russa.

## Biografia
Ha debuttato nel circuito professionistico internazionale il 19 luglio 2006 a San Pietroburgo, in Russia, in coppia con Ekaterina Raevskaya piazzandosi in 25ª posizione. Il 22 luglio 2012 ha ottenuto la sua prima ed unica vittoria in una tappa del World tour a Klagenfurt, in Austria, insieme a Ekaterina Chomjakova.
Ha preso parte all'edizione dei Giochi olimpici di Londra 2012 dove si è classificata al nono posto con Ekaterina Chomjakova.
Ha preso parte altresì a tre edizioni dei campionati mondiali ottenendo come miglior risultato il nono posto a Stare Jabłonki 2013 con Ekaterina Chomjakova.
A livello europeo giovanile, può vantare una medaglia d'oro nella categoria juniores a San Salvo 2008 con Anna Markova e una d'oro in quella under-23 ad Espinho 2008 in coppia con Maria Bratkova.

## Palmarès

### Campionati europei under-23
- 1 oro: a Espinho 2008

### Campionati europei juniores
- 1 oro: a San Salvo 2008

### World tour
- 4 podi: 1 primo posto, 1 secondo posto e 2 terzi posti

#### World tour - vittorie
| Data           | Località   | Nazione | in coppia con        |
| -------------- | ---------- | ------- | -------------------- |
| 22 luglio 2011 | Klagenfurt | Austria | Ekaterina Chomjakova |